# Not a Penny More, Not a Penny Less
Not a Penny More, Not a Penny Less (sulle copertine anche Jeffrey Archer - Not a Penny More, Not a Penny Less: The Computer Game) è un videogioco di avventura testuale tratto dal romanzo Non un soldo di più non un soldo di meno di Jeffrey Archer, pubblicato nel 1987 per gli home computer Amstrad CPC, Atari ST, BBC Micro, Commodore 64 e ZX Spectrum dalla Domark. 

## Trama
Siamo all'inizio degli anni '70. Stephen Bradley, professore statunitense che lavora al Magdalen College dell'Università di Oxford, ha appena perduto tutto il suo patrimonio di $250 000 che aveva investito in un'azienda petrolifera subito fallita. Bradley si rende conto che l'operazione era in realtà una truffa ordita da Harvey Metcalfe, contro il quale però la polizia non può fare nulla. L'avventura inizia a questo punto, nei panni di Bradley, nella sua stanza del college. Bradley scopre che altre tre persone tra loro non correlate sono cadute nello stesso inganno, per un totale di $1 000 000 sottratti, e deve persuaderli a collaborare per riprendere con ogni mezzo tutta la somma a Metcalfe.

## Modalità di gioco
L'avventura testuale è solo in inglese e la confezione originale include anche una copia cartacea del romanzo da cui è tratto il gioco, sempre in inglese; la lettura del romanzo viene dichiarata come necessaria per capire come agire nel gioco.
Nella metà superiore dello schermo sono presenti semplici illustrazioni statiche, esclusa la versione BBC Micro che è in puro testo.
Il programma è dotato anche di sintesi vocale opzionale che occasionalmente descrive gli eventi, in quantità e qualità variabile a seconda della piattaforma (il parlato è assente del tutto nelle versioni BBC Micro e ZX Spectrum a 48K).
L'avventura è sostanzialmente lineare; non si può lasciare un luogo finché non sono stati risolti tutti i rompicapi di quella fase. È tuttavia possibile ritrovarsi in situazioni senza uscita se si sbaglia l'ordine delle azioni da effettuare. C'è la possibilità di salvare la partita su disco o nastro.
Il parser può interpretare frasi con un numero variabile di parole, senza abbreviazioni. Le sue capacità sono state a volte giudicate limitate ed è stata segnalata, almeno nella versione Commodore 64, la presenza di errori nel programma.
Si nota anche l'assenza di un inventario degli oggetti posseduti, mentre quando si è nella stanza di Bradley si può esaminare un dossier con i suoi appunti. Il comando examine seguito da un nome di persona permette anche di recarsi direttamente a far visita alla persona, se possibile. 